# Coenonympha carnica
Coenonympha carnica är en fjärilsart som beskrevs av Nitsche 1928. Coenonympha carnica ingår i släktet Coenonympha och familjen praktfjärilar. Inga underarter finns listade i Catalogue of Life.